# Heinrich Schlusnus

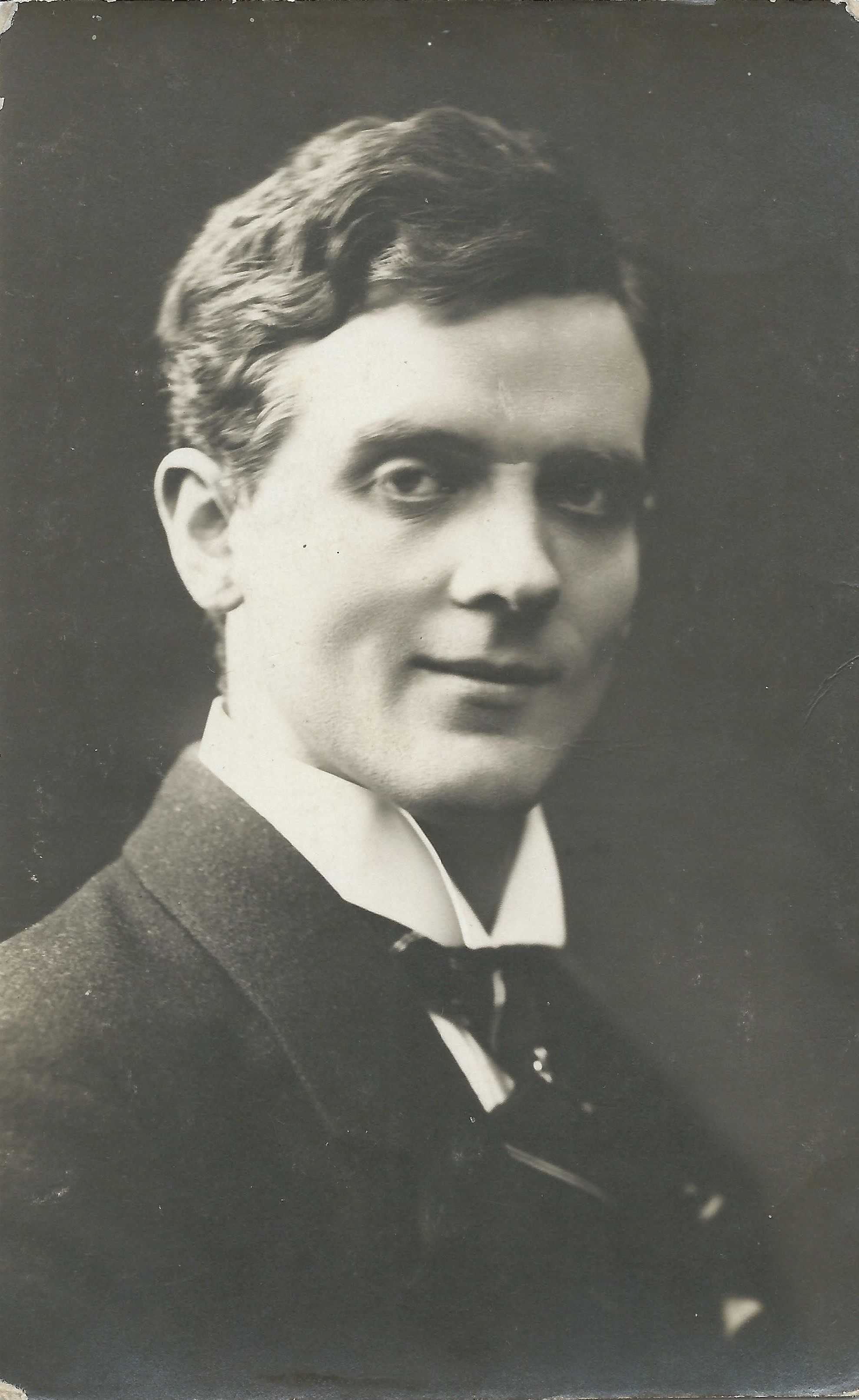

Heinrich Schlusnus (6 de agosto de 1888 - 18 de junio de 1952) nacido en Braubach, Alemania, fue el más importante barítono alemán del periodo entre guerras (1918-1938).
Estudió en Berlín y Fráncfort del Meno debutando en Hamburgo en 1915. Perteneció al elenco de la Opera de Núremberg y a la Staatsoper de Berlín entre 1917 y 1951.
Fue el barítono especializado en Verdi por excelencia en territorio germánico, destacándose en roles alemanes también rivalizando con sus colegas Herbert Janssen, Willi Domgraf-Fassbaender, Gerhard Hüsch, Karl Hammes, Rudolf Bockelmann y Karl Schmitt-Walter. 
Cantó en la Ópera Lírica de Chicago entre 1927-28, y en el Festival de Bayreuth en 1933.
Dejó varios registros discográficos con otras estrellas de la época como Erna Berger, Helge Roswaenge y Margarete Klose.